# 正教寺 (川崎市)
正教寺（しょうきょうじ）は、神奈川県川崎市幸区紺屋町にある寺院。山号は妙光山。旧本山は大本山池上本門寺、池上・芳師法縁。

## 歴史
了知院宗察日秀（比留間三郎右衛門、慶長14年（1609年）没）の開基により、自證院日詔（池上本門寺14世）を開山に創建された。大正12年（1923年）の関東大震災の被災後に山号を顯妙山から妙光山に改めた。

## 境内
- 本堂

## 歴代
- 自證院日詔

## 交通アクセス
- JR南武線矢向駅からおよそ800m